# 第10装甲擲弾兵旅団 (ドイツ連邦陸軍)
第10装甲擲弾兵旅団（だい10そうこうてきだんへいりょだん、ドイツ語：Panzergrenadierbrigade 10）は、ドイツ連邦陸軍の旅団の一つ。旅団司令部をバイエルン州ヴァイデンに置き、旅団隷下部隊は主にオーバープファルツに駐屯していた。

## 歴史

### 第2次編制
1959年、アンベルクのヴィルヘルム皇帝兵舎にてA4戦闘群が編成され、のちに第10装甲擲弾兵旅団に改編・改称されて、第4装甲擲弾兵師団隷下におかれる。同年、旅団司令部はオーバープファルツのヴァイデンに移転する。当初の旅団の直轄部隊は司令部中隊、第106補給大隊、第100装甲偵察大隊および第105砲兵大隊から成っていた。
1959年に第100駆逐戦車中隊がヴァイデンにて編成される。第108装甲偵察中隊は1959年に改称の上で旅団直轄部隊として編入され、1963年に司令部中隊偵察小隊として再編成される。1959年に隷下部隊を基幹に第122装甲擲弾兵大隊、第123戦車大隊、第124戦車大隊、第126補給大隊が編成され第12装甲旅団に配転される。1960年、同年にアンベルクに駐屯していた第12装甲旅団隷下の第104戦車大隊が編入された。1960年1月から旅団は師団の教導旅団に指定される。1962年に第100装甲工兵中隊が編成される。1962年、第101装甲擲弾兵大隊（のちに第103装甲擲弾兵大隊に改称）の編成準備がなされる。1964年に第282装甲擲弾兵大隊が第102装甲擲弾兵大隊として旅団隷下となる。

### 第3次編制
1970年に旅団は第10猟兵旅団に再編成された。1972年に第100防空中隊と第106特殊武器防護中隊が解隊され、1971年に第104戦車大隊が旅団から離脱し第303戦車大隊に改称し第10装甲師団隷下となる。1971年にプフライムトにて第104駆逐戦車大隊が第100駆逐戦車中隊を母体に編成された。第100補給大隊は解隊されて第100補給中隊と第100整備中隊に成る。1979年に第100駆逐戦車中隊が編成された。

### 第4次編制
1981年に旅団は第10装甲擲弾兵旅団に改編・改称され、これに合わせて第101猟兵大隊は第104装甲擲弾兵大隊に、第102猟兵大隊は第102装甲擲弾兵大隊に、第104駆逐戦車大隊は第104戦車大隊に改編された。1992年に第101装甲擲弾兵大隊、第103装甲擲弾兵大隊。第105装甲砲兵大隊および第100装甲工兵中隊が解隊される。1993年に旅団は解隊された。

## 歴代旅団長
| 代 | 氏名                                                                | 着任          | 離任          |
| -- | ------------------------------------------------------------------- | ------------- | ------------- |
| 1  | フリッツ・ラインハルト陸軍大佐 Fritz Reinhardt                      | 1959年3月16日 | 1960年1月15日 |
| 2  | ハインツ・フークルハイム陸軍准将 Heinz Hükelheim                    | 1960年1月16日 | 1962年6月30日 |
| 3  | フリードリヒ・ヴィルヘルム・ベーメ陸軍大佐 Friedrich Wilhelm Böhme  | 1962年10月8日 | 1966年3月31日 |
| 4  | ヨアヒム＝フリチョフ・リントナー陸軍准将 Joachim-Frithjof Lindner   | 1966年7月1日  | 1970年9月30日 |
| 5  | ゴットフリート・グライナー陸軍准将 Gottfried Greiner                | 1971年4月1日  | 1973年9月30日 |
| 6  | オーギュスト＝ヴィルヘルム・ヴォーゲル陸軍大佐 August-Wilhelm Vogel | 1973年10月1日 | 1975年1月31日 |
| 7  | ミヒャエル・シュヴァブ陸軍准将 Michael Schwab                       | 1975年2月1日  | 1982年3月31日 |
| 8  | ハンス＝ヨアヒム・ミュラー陸軍大佐 Hans-Joachim Müller              | 1982年4月1日  | 1984年9月30日 |
| 9  | ユルゲン・ライヒャルト陸軍准将 de:Jürgen Reichardt                  | 1984年10月1日 | 1988年3月31日 |
| 10 | ヴォルフガンク・ザント陸軍准将 Wolfgang Sand                        | 1988年4月1日  | 1992年3月31日 |
| 11 | ミヒャエル・ヴァルター陸軍大佐 Michel Walther                       | 1992年        | 1992年8月     |